# Eric Ernander
Eric Persson Ernander, född 18 juli 1748 i Gamla Uppsala by, död 30 november 1809 i Uppsala, var en svensk guldsmed.
Eric föddes som son till bönderna Per Andersson och Brita Ersdotter i Gamla Uppsala. Då han inskrevs som lärpojke hos den framstående guldsmeden Carl Fahlberg 27 maj 1766 tog han namnet Ernander efter en av sina faddrar. 1771 utskrevs han som gesäll, och antogs som mästare 1775. Hans mästarestycke var en kaffekanna i silver med en vikt av 800 gram. Åldermannen och de övriga mästarna anmärkte på kaffekannan att den avvikit för mycket från den ritning Ernander presenterat, men godkände ändå mästerstycket med hänvisning till Ernandes fattigdom.
Ernander gifte sig samma år 1775 och öppnade verksamhet i kvarteret Rådhuset vid Stora Torget. Hustrun avled redan 1777 och 1778 gifte han sig på nytt. Samma år flyttar han sin verksamhet till kvarteret Leoparden vid Svartbäcksgatan, först som hyresgäst men senare kom han att köpa gården. Gården finns fortfarande var, om än mycket ombyggd. 1776 fick Ernander sin första lärgosse, Mikael Sedelin från Sundsvall. Under två års tid var han Ernanders ende medhjälpare, men 1778 anställdes ännu en lärpojke, Abraham Östling. Fram till 1793 hade Ernander nio lärgossar anställda i sin verksamhet.
1790 utgjordes hans årsproduktion av 246 tumlare, 90 par knäspännen, 72 par skospännen, 124 teskedar, 51 matskedar, 4 kaffepannor, 4 ljusstakar, 6 snusdosor, 1 fat, 2 karotter, 4 gräddskålar, 1 punschslev, 24 glas, 8 sockerskålar, 5 sockerskålar, 5 sockersilvar, 4 sockertänger, 8 bägare, 1 par saltkar, 1 terrinskål, 1 drickskanna, 1 kalk, 1 oblatask, 2 urkedjor och 59 ringar.
Upplandsmuseet äger nio föremål av Ernander. Museet äger även ett golvur tillverkat av Erik Ernander 1782, vilket ihop det faktum att det i hans bouppteckning förekommer urmakarverktyg antyder att Ernander även förefaller ha varit verksam som urmakare. Andra museum som har föremål som tillverkats av Ernander är Nordiska museet som har sex stycken och Linnémuseet som har tre föremål av honom. Dessutom har han tillverkat en dopskål för Lunda kyrka, oblatask för Lena kyrka, nattvardskalk för Ärentuna kyrka, vinkanna för Vidbo kyrka, sockenbudstyg för Kulla kyrka, oblatask för Skuttunge kyrka och en nattvardskalk för Vänge kyrka.
Ernander avled 1809 i lungsot, verkstaden kom därefter att tas över av sonen Johan Petter Ernander, som verkade som guldsmed i fastigheten till 1835.